# Bushong, Kansas
Bushong là một thành phố thuộc quận Lyon, tiểu bang Kansas, Hoa Kỳ. Năm 2010, dân số của xã này là 34 người.

## Dân số
Dân số các năm:
- Năm 2000: 55 người
- Năm 2010: 34 người